# F355 Olfert Fischer
Korvetten Olfert Fischer (ofte forkortet og omtalt som OLFI) var en korvet i det danske Søværn. Korvetten var det andet skib i Niels Juel-klassen og var opkaldt efter den danske søhelt og viceadmiral Olfert Fischer. Skibet indgik i flådens tal i 1981 og har siden spillet en stor rolle i den danske udenrigspolitik som det første moderne danske orlogsfartøj, der har deltaget i en international operation. Den 18. november 2009 blev skibets kommando strøget og skibet skal efter planen erstattes af en moderne fregat af Iver Huitfeldt-klassen.

## Operation Faraway
Efter den irakiske invasion og okkupation af Kuwait i starten af august 1990 indførte de Forenede Nationer et antal sanktioner mod Irak og anmodede samtidig sine medlemslande om at stille militære styrker til rådighed for at implementere disse sanktioner. Den 31. august besluttede folketinget, at korvetten Olfert Fischer skulle udgøre det danske bidrag til denne styrke. Olfert Fischers mandat strakte sig dog kun til at håndhæve FN-sanktionerne og skibet måtte derfor ikke tage del i de aktive krigshandlinger. Skibets udsendelse, som sluttede da Olfert Fischer vendte hjem til Danmark den 15. september 1991 efter 368 dages sejlads, var den første operation et dansk orlogsfartøj havde deltaget i uden for Europas grænser siden kolonitiden. Udsendelsen markerede en ændring i den danske udenrigspolitik over mod en mere aktivistisk sikkerheds- og udenrigspolitik.

## Operation Iraqi Freedom
Den 21. marts 2003 vedtog folketinget beslutningsforslag B118, som gjorde det muligt endnu engang at sende Olfert Fischer samt ubåden S323 Sælen til den persiske bugt for at støtte den amerikansk og britisk anførte invasion af Irak. Den 3. april ankom den danske korvet til den amerikanske flådes hovedbase i Bahrain i den Persiske Golf.

## Skæbne
Skibet udgik af flådens tal 18. august 2009 og blev hugget op på Lindøværftets tidligere område i februar 2013.

## Navne
Skibet er det andet skib i søværnets historie, der er navngivet Olfert Fischer:
- Olfert Fischer (kystforsvarsskib, 1905-1936)
- F355 Olfert Fischer (korvet, 1981-2009)

## Eksterne links
- Flådens historie: Olfert Fischer Arkiveret 30. oktober 2010 hos  Wayback Machine
- Flådens historie: Korvet i ørkenstorm Arkiveret 30. oktober 2010 hos  Wayback Machine
- Med korvetten Flådens historie: Olfert Fischer i den persiske golf Arkiveret 30. oktober 2010 hos  Wayback Machine
- Flådens historie: Operation Iraqi Freedom Arkiveret 30. oktober 2010 hos  Wayback Machine
- YouTube: Operation Faraway 1
- YouTube: Operation Faraway 2 Arkiveret 4. april 2016 hos  Wayback Machine
- YouTube: Operation Faraway 3